# Моргонджори
Моргонджо̀ри (на италиански: Morgongiori; на сардински: Mragaxòri, Мрагажори) е село и община в Южна Италия, провинция Ористано, автономен регион и остров Сардиния. Разположено е на 194 m надморска височина. Населението на общината е 756 души (към 2010 г.).